# Tofo
Tofo é um depósito de cristais de ácido úrico em pessoas com níveis elevados de ácido úrico no sangue de longa duração.